# Episodi di Profiling (prima stagione)
La prima stagione della serie televisiva Profiling è stata trasmessa in prima visione in Francia da TF1 dal 23 aprile al 7 maggio 2009.
In Italia è stata trasmessa in prima visione da Fox Crime a partire dal 23 febbraio 2010.
| nº | Titolo originale   | Titolo italiano     | Prima TV Francia | Prima TV Italia  |
| -- | ------------------ | ------------------- | ---------------- | ---------------- |
| 1  | Moins que rien     | Meno di niente      | 23 aprile 2009   | 23 febbraio 2010 |
| 2  | Sans rémission     | Il veleno e la cura | 23 aprile 2009   | 2 marzo 2010     |
| 3  | Le fils prodigue   | Il figliol prodigo  | 28 aprile 2009   | 9 marzo 2010     |
| 4  | Paradis perdu      | Il paradiso perduto | 28 aprile 2009   | 16 marzo 2010    |
| 5  | Quelqu'un de bien  | Una persona perbene | 7 maggio 2009    | 23 marzo 2010    |
| 6  | Derrière le masque | Dietro la maschera  | 7 maggio 2009    | 30 marzo 2010    |

## Meno di niente
- Titolo originale: Moins que rien
- Scritto da:
- Diretto da:

### Trama
Chloe Saint-Laurent, una psicologa specializzata in criminologia, viene inserita nella squadra del comandante Matthieu Perac. I colleghi non sono entusiasti dell'arrivo della ragazza e ne sottovalutano le potenzialità. Una donna viene trovata morta vicino a dei cassonetti. Chloe e Mattieu scoprono che la vittima è una mitomane che assume l'identità di altre persone. I primi sospetti sono rivolti al fratello della donna che hai dei piccoli precedenti per episodi di violenza. Successivamente gli agenti scoprono che la madre della ragazza aveva affidato la prima figlia ai nonni paterni. La vittima aveva scoperto dell'esistenza della sorella ed era riuscita a mettersi in contatto con lei. Entra quindi nella rosa dei sospetti il nonno della primogenita, ma anche lui ha un alibi. Alla fine, Chloe ha un'intuizione: la ragazza è stata uccisa dalla madre che non riusciva ad accettare l'incontro tra la "figlia dell'amore" e la figlia avuta durante il suo periodo di decadenza.

## Il veleno e la cura
- Titolo originale: Sans rémission
- Scritto da:
- Diretto da:

### Trama
Un giovane oncologo viene trovato morto nel suo studio. Dalle analisi risulta che è stato avvelenato con il siero di belladonna. I primi sospetti sono rivolti al padre della vittima e a un naturopata che si oppone alla fissazione dei due medici per le cure invasive. Il caso sembra toccare da vicino Matthieu, dal momento che il fratello era morto di cancro. Grazie all'assistente del naturopata, Matthieu riesce a capire chi ha rubato la belladonna: si tratta di una ragazza che era in cura dalla vittima. Dai risultati delle analisi, Chloe e Matthieu scoprono che il tumore della ragazza è in via di guarigione e quindi non aveva motivo di uccidere l'uomo. La ragazza però non ha ancora appreso la buona notizia. I due capiscono quindi che è stata la sorella a uccidere il medico perché stava per rivelare la verità alla ragazza. La donna aveva paura di perderla e di rimanere da sola. Quando Matthieu e Chloe arrivano sul posto, la donna si è iniettata la “belladonna”, ma riescono a salvare in tempo sia lei che la sorella.

## Il figliol prodigo
- Titolo originale: Le fils prodigue
- Scritto da:
- Diretto da:

### Trama
Il corpo di un giovane avvocato viene trovato morto nelle fogne della città. Dopo avere parlato con il compagno di stanza della vittima, Matthieu e Chloe interrogano uno psicologo a cui il giovane si era rivolto dopo aver perso una causa importante in tribunale. Lo specialista aveva utilizzato l'ipnosi e aveva fatto scoprire al ragazzo di essere stato rapito quando aveva solo due anni. Chloe e Matthieu interrogano la madre/rapitrice che confessa di avere avuto un litigio col giovane, ma di non averlo ucciso. Le tracce li portano dal vero padre del ragazzo, che dice di aver già ritrovato il figlio scomparso. Quando scoprono che è stato quel ragazzo a uccidere il vero figlio dell'uomo, quest'ultimo si autoaccusa dell'omicidio e viene arrestato. Il giovane riesce a farla franca, ma Matthieu e Chloe, dopo aver scoperto che il ragazzo aveva assunto più di un'identità in passato e, alla fine, riescono a incastrarlo per un altro omicidio ai danni del figlio di una coppia che lo aveva in affido.

## Il paradiso perduto
- Titolo originale: Paradis perdu
- Scritto da:
- Diretto da:

### Trama
La giovane moglie di un ricco commerciante viene trovata pugnalata sul bordo della piscina di casa. Chloe e Matthieu indagano sul marito della vittima, che è sparito ed è il primo sospettato. Quando viene ritrovato morto nel bagagliaio della sua auto, i sospetti ricadono sull'ex moglie, che era al corrente della gravidanza della giovane donna. Avendo un alibi attendibile, i sospetti si spostano sul figlio della vittima, ma risulta essere colpevole solo del furto di 100000 € dalla cassaforte del padre. Chloe e Mattieu indagano anche sul padre della ragazza, ma a parte una dipendenza da farmaci e un forte litigio col marito della figlia, non lo ha ucciso. Il vero assassino è il cugino, dipendente nella ditta di compravendita di oggetti antichi, che lo accusava di sfruttarlo e in cambio ricevere solo le briciole. Ma si scopre essere stato soggiogato dall'assistente, colpevole di aver ucciso la giovane. Era gelosa e non accettava il fatto che lei non potesse avere dei figli.

## Una persona perbene
- Titolo originale: Quelqu'un de bien
- Scritto da:
- Diretto da:

### Trama
Un attivista rimane ucciso nell'incendio di un residence. Matthieu e Chloe danno la notizia alla giovane moglie che, in stato interessante, ha un malore e viene portata in ospedale dove partorisce, ma si rifiuta di prendere in braccio il piccolo. In un primo momento, Matthieu pensa che ad appiccare l'incendio sia stato proprio il proprietario della struttura, ma dimostra di non aver nessun interesse e comunque ha un alibi. Dopo accurate ricerche, risalgono a colui che ha dato fuoco all'immobile, un attivista compagno della vittima il quale però non ha ucciso l'uomo. Chloe intuisce che il colpevole è un'altra attivista, ma col suo modo di fare un po' sopra le righe, compromette importanti prove per incriminarla. L'astuzia di Matthieu la porterà a confessare il crimine. Matthieu e Chloe avranno uno scontro verbale che porterà la donna a dare le dimissioni. Ma Chloe intuisce una cosa sfuggita a tutti e così decide di cercare la madre della giovane vedova. Scoprirà che in realtà, l'uomo che aveva sposato e da cui ha avuto una figlia era in realtà il padre che non aveva mai conosciuto, mandandola in crisi. Chloe decide di dirlo a Matthieu. I due cercheranno la giovane che è scappata dall'ospedale con la bambina. Dopo averla trovata, Chloe riuscirà a farsi dire dove l'ha nascosta e la piccola verrà affidata alla nonna. Matthieu, alla fine, chiederà a Chloe di rimanere.

## Dietro la maschera
- Titolo originale: Derrière le masque
- Scritto da:
- Diretto da:

### Trama
Chloe e Matthieu decidono di mettere da parte le loro divergenze per aiutare un uomo che si è rivolto a loro per ritrovare la figlia, scomparsa da sei mesi. Per prima cosa si rivolgono alla sua migliore amica che, grazie a Chloe, le dà il nome di un ragazzo con cui l'amica si sentiva in internet da un po'. Tramite l'indirizzo IP, scoprono che in realtà, la ragazza era caduta nella rete di un maniaco, nonché padre di una compagna di classe, ma in realtà, era la ragazza, con le sue amiche, ad aver organizzato tutto per ridere alle spalle della scomparsa. Grazie a un video girato dalle ragazze, risalgono a un taxi appartenente a un anziano deceduto, ma ora in possesso del figlio, pregiudicato per molestie sessuali. In un primo momento, sotto le domande di Matthieu, confessa di essere stato lui, ma in realtà è solo un “borderline”. Le indagini li portano a casa della sua insegnante d'arte, ma l'arrivo di quest'ultima crea sospetti sia a Matthieu che a Chloe. Essendo l'uomo un ex avvocato, è difficile riuscire a farlo confessare. Chloe, parlando col sospettato, capisce che la ragazza è nascosta nella casa dei due e, con Matthieu, si recano sul posto e trovano la stanza, ma la ragazza è sparita. Si rivolgono allora alla moglie, ma è decisa a non parlare, e la squadra, grazie a un'intuizione di Chloe, scopre che si tratta della ragazza scomparsa quindici anni prima e da cui l'uomo, allora sospettato, ne uscì pulito. Quando stanno per perdere le speranze, Matthieu, guardando un libretto della donna, intuisce che potrebbe essere stata nascosta all'interno delle casse dirette in Italia contenenti i quadri della donna. Si recano sul posto e, dopo un po', la trovano, ed è ancora viva. Matthieu riceve una telefonata da un amico che ha fatto ricerche su Chloe è gli dice che la sua identità è falsa e che non esiste un certificato di nascita, praticamente è un fantasma.